# Incendi

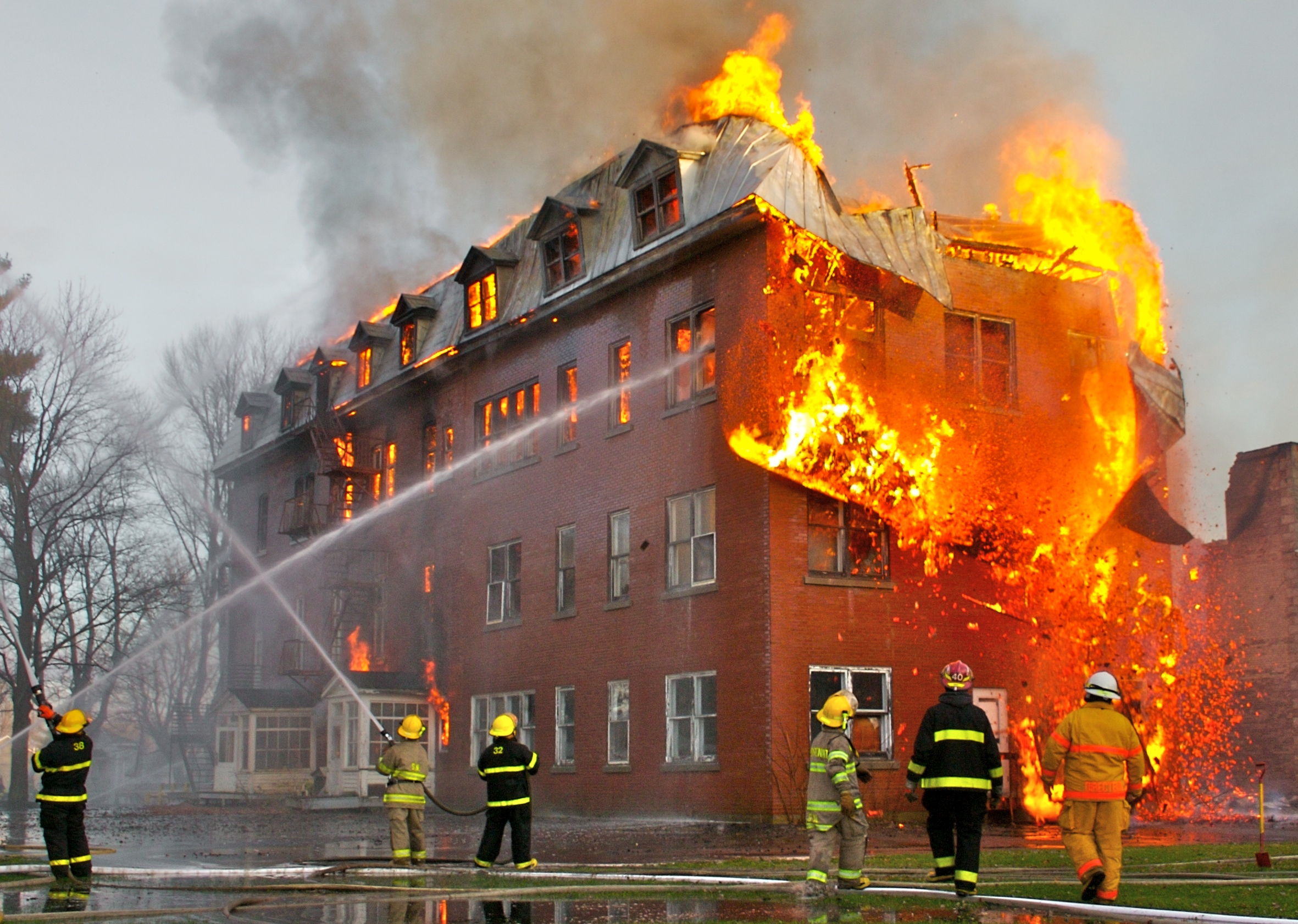
Un incendi en Massueville, Quebec, Canadà.

Un incendi és un foc violent, no controlat i d'efectes destructius, que es propaga en cases, boscos, etc. El foc és una combustió amb producció de flama i/o emissió de fum o d'altres productes volàtils. En un incendi la combustió comporta una radiació d'energia amb calor a altes temperatures i l'emissió de fums més o menys densos. La calor resseca, accelera l'incendi i destrueix materials. El fum ofega, intoxica i crema les vies respiratòries.

## Perills per a les persones
Els perills per a les persones afectades per un incendi es deriven dels factors següents: calor, visió limitada per opacitat del fum i irritació dels ulls, narcosi per gasos asfixiants, gasos tòxics, irritació de les vies respiratòries. Aquests factors tenen com a conseqüència: incapacitat física, pèrdua de la coordinació motriu, visió reduïda, desorientació, falta d'enteniment, pànic. El fum, els productes tòxics que el componen, és el causant del major nombre de víctimes mortals en els incendis. La majoria d'elles són perquè no han pogut trobar la sortida per causa del fum i, després, perquè el monòxid de carboni els ha enverinat, o la manca d'oxigen, asfixiat. Entre els gasos que es desprenen, els més tòxics són tres: monòxid de carboni, àcid cianhídric i àcid clorhídric.
En una situació de presència de fum d'un incendi, es recomana, com a pràctica d'emergència, per evitar en la mesura del possible l'exposició a aquests gasos, respirar l'aire a nivell de terra, sortir del recinte caminant de quatre grapes, i protegir-se nas i boca amb un mocador humit.

## Causes d'incendi
Les principals causes d'incendi a la llar són: elèctriques (sobreescalfament d'endolls, aparells elèctrics), cigarretes, espelmes, cuines (descuit cuinant, inflamació de l'oli de la paella…), aparells de calefacció i xemeneies.

Els incendis forestals són causats el 90% per l'home (negligències, intencionats, cremes agrícoles, línies elèctriques…) i el 10% per causes naturals (llamps).

Triangle del foc

## Triangle i tetraedre del foc
Perquè s'iniciï un foc és necessari que es donin conjuntament tres components: combustible, comburent i calor o energia d'activació. És l'anomenat 'triangle del foc'. Combustible és qualsevol matèria que pot entrar en combustió; comburent és l'agent oxidant, que en condicions normals és l'oxigen de l'aire, però també són comburents tots els elements electronegatius (fluor, halògens, peròxids…); i calor és l'energia transferida en forma de temperatura.
Perquè el foc es mantingui cal un quart component, la reacció en cadena, que conforma el tetraedre del foc. Són les reaccions en cadena no inhibides de gasos i vapors difosos en l'aire, que es mantenen per la presència de radicals actius. L'extinció d'un incendi es basa en l'eliminació d'un o més components d'aquest tetraedre.

## Tipus de combustió
La combustió és una reacció química exotèrmica d'un combustible amb l'oxigen. La velocitat d'aquesta reacció determina els diferents tipus de combustió:
- Combustió lenta: quan l'energia generada es dissipa al seu entorn sense elevar la temperatura. Es coneix com a oxidació.
- Combustió latent: quan es generen fums sense desprendre flames ni emetre radiacions lluminoses. S'aprecia per l'olfacte.
- Combustió viva: quan la rapidesa de la reacció no permet que es dissipi l'energia generada, de manera que s'eleva la temperatura del sistema i provoca incandescència i/o inflamació. Es manifesta amb flames resplendents i fum. En l'extrem més alt de velocitat de reacció es produeix l'explosió.
- Deflagració: és una combustió explosiva en què la flama es propaga a velocitat subsònica en una barreja preexistent de combustible i comburent, tots dos en estat gasós. Es manifesta amb violència.
- Detonació: quan la flama de combustió es propaga a velocitat supersònica en una barreja preexistent de combustible i comburent, tots dos en estat gasós. Es manifesta amb més violència que la deflagració.

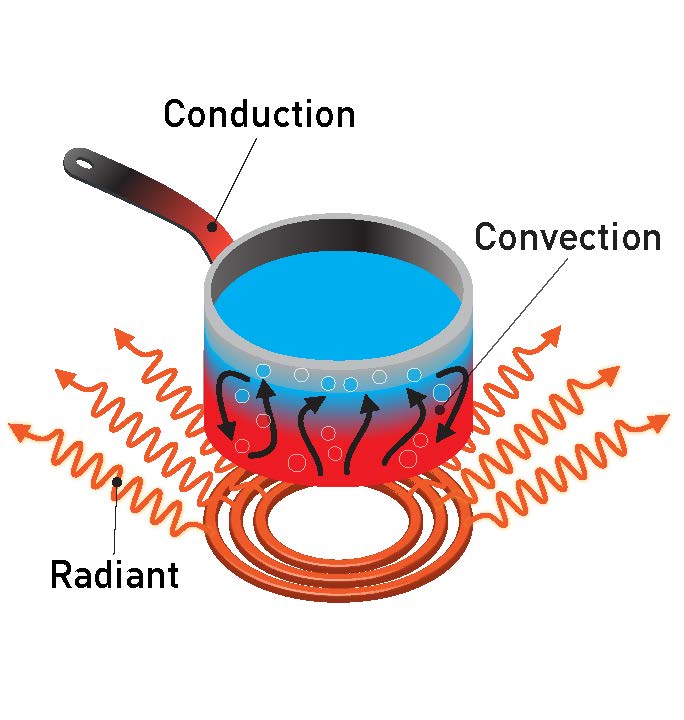
Transmissió de la calor: conducció, convecció i radiació

## Transmissió de la calor
Tots els focs generen calor, que es transmet d'alguna d'aquestes tres formes:
- Conducció: és la transferència de calor per contacte directe entre dos cossos que es troben a temperatures diferents.
- Convecció: és la transferència de calor a través del moviment de l'aire o fluids.
- Radiació: és la transferència de calor produïda per l'emissió d'ones electromagnètiques que es desplacen a través de l'espai o dels materials.

## Tipus d'incendi

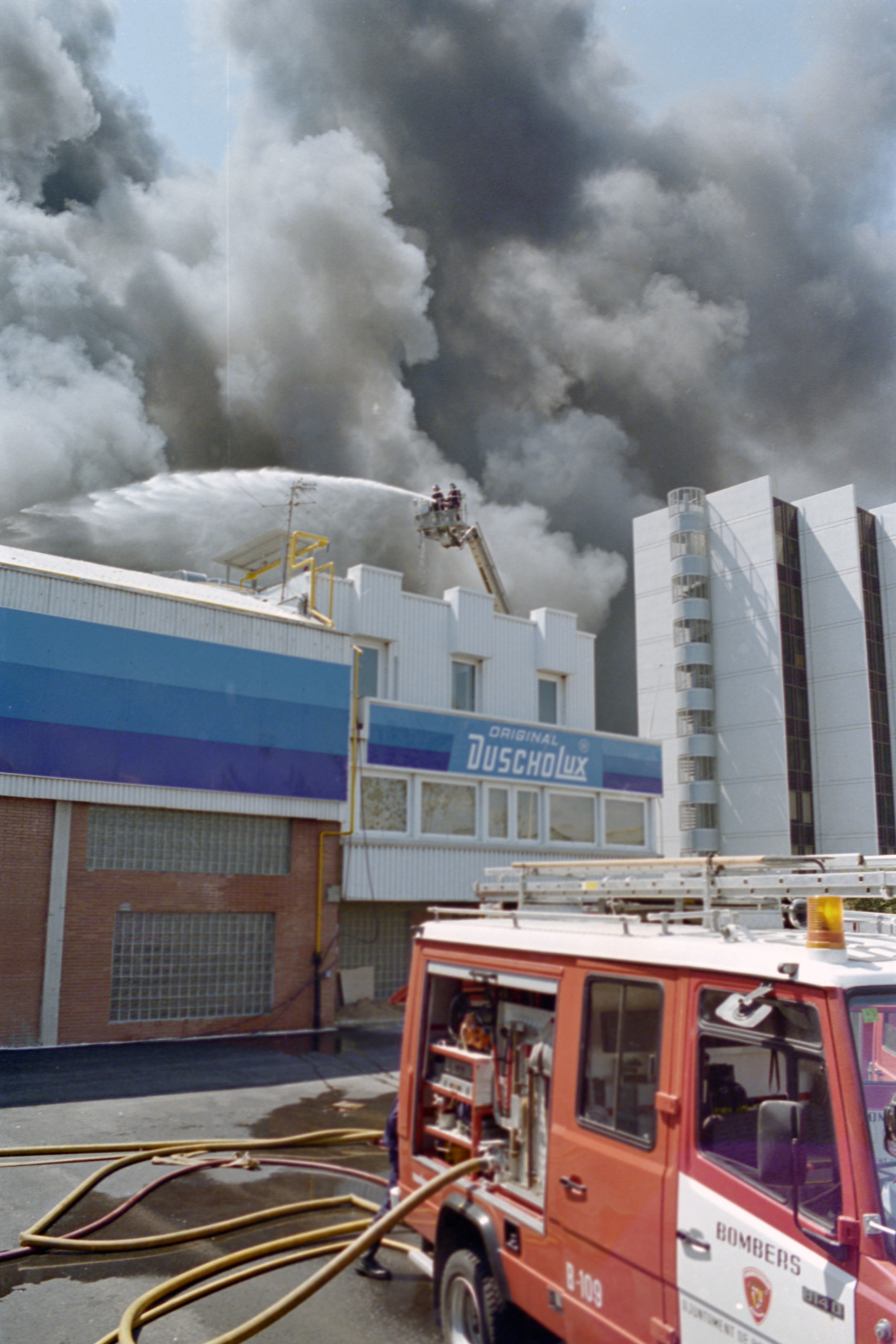
Incendi industria Duscholux a Barcelona 1995

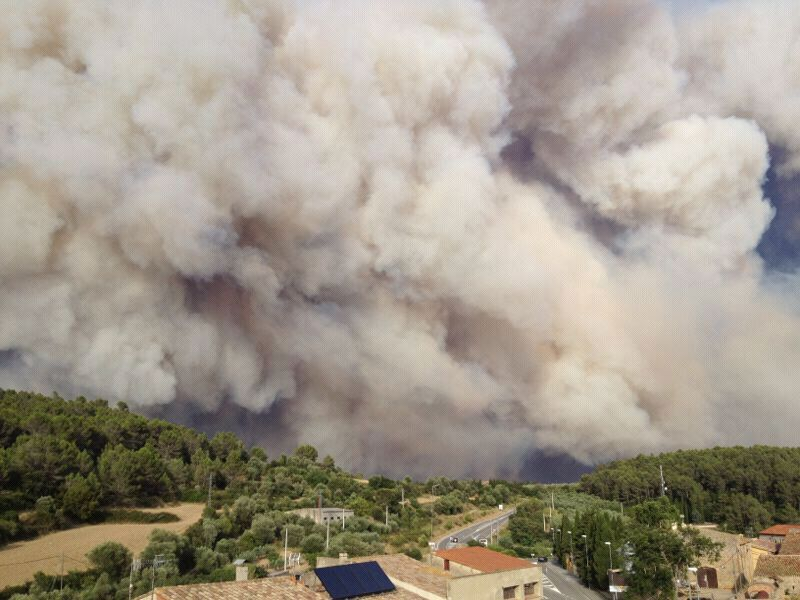
Incendis forestal de l'Alt Empordà de 2012

En funció del tipus de combustible, els incendis es classifiquen en 5 classes (UNE-EN 2:1994/A1:2005):
- Classe A: focs de materials sòlids, generalment de naturalesa orgànica, la combustió dels quals s'efectua normalment amb formació de brases.
- Classe B: focs de líquids o de sòlids liquables.
- Classe C: focs de gasos.
- Classe D: focs de metalls.
- Classe F: focs derivat de la utilització d'ingredients per cuinar (olis i greixos vegetals o animals) en els aparells de cuina.

Segons la seva magnitud, els incendis s'anomenen:
- Conat d'incendi: començament d'un incendi, el qual no arriba a consumar-se, per una actuació ràpida d'extinció, o per autoextinció.[7]
- Incendi parcial: aquell que ja no es pot controlar al seu inici i precisa de l'actuació dels bombers.[8]
- Incendi total: el dany estructural es pot estendre a altres àrees. Són molt perillosos i difícils de controlar.[8]
- Tempesta de foc: el que aconsegueix una intensitat tal que crea i sosté el seu propi sistema eòlic. Es pot trobar en un gran incendi forestal, però també ha ocorregut en ciutats després d'un terratrèmol, o per bombardeig atòmic (Hiroshima).[9][10]

Segons el lloc del sinistre, els incendis s'anomenen:
- Incendi urbà: el que s'inicia en llocs en què hi ha una infraestructura física (cases, edificis, comerços) i alta concentració poblacional.
- Incendi industrial: el que ocorre en les instal·lacions en què es processa matèria primera, especialment combustibles o material inflamable.
- Incendi forestal: és la propagació d'un foc sense control a través d'una superfície forestal arbrada o no. Pot ser incendi de subsòl, de superfície o de capçades.[7]

- Incendi de transport: el que es genera dins d'un mitjà de transport (cotxe, camió, etc.).

## Extinció d'incendis
L'extinció d'un incendi s'aconsegueix eliminant o disminuint un o més dels 4 components del foc (tetraedre). Així, en funció del factor sobre el qual s'actua es pot parlar dels quatre mecanismes d'extinció següents:
- Desalimentació: Consisteix a eliminar o reduir l'element combustible, ja sigui tallant o diluint el flux a la zona de foc, en el cas de gasos o líquids, o bé enretirant el combustible de la proximitat de la zona de foc, en el cas de sòlids.
- Sufocació: Aquest mecanisme actua sobre el comburent, habitualment oxigen, del qual se'n requereix gran quantitat en un incendi. L'aportació d'oxigen al combustible es pot impedir: recobrint-lo amb un element incombustible o difícilment combustible (manta ignífuga, sorra, escuma, pols) o projectant un gas inert que disminueixi la concentració d'oxigen per sota del valor mínim requerit perquè es mantingui la combustió.
- Refredament: De l'energia despresa a la combustió, una part es dissipa a l'ambient i una altra continua inflamant el combustible i mantenint l'incendi. L'eliminació d'aquesta energia, que suposa l'extinció de l'incendi, es pot aconseguir projectant sobre les flames substàncies que, en canviar d'estat o descompondre's, absorbeixen gran quantitat de l'energia de la combustió, com passa amb l'aigua en passar de fase líquida a fase vapor.
- Inhibició: Tota reacció de combustió es produeix gràcies a la reacció en cadena dels radicals lliures que s'hi generen. La inhibició consisteix a neutralitzar aquests radicals lliures. Això s'aconsegueix projectant substàncies que alliberen radicals que, en combinar-se amb els procedents de la combustió, trenquen la reacció en cadena requerida perquè es produeixi la combustió.

Els encarregats de l'extinció d'incendis són els cossos de bombers, amb personal format i equipat per a poder efectuar aquesta tasca. Els bombers de les Administracions públiques, en l'exercici de les seves funcions, són agents de l'autoritat.

## Protecció contra incendis
La protecció contra incendis és l'estudi i la pràctica per mitigar els efectes no desitjats dels incendis potencialment destructius. Implica l'estudi del comportament, la compartimentació, l'extinció i la investigació del foc, així com la investigació i desenvolupament, producció, proves i aplicació de sistemes d'extinció. En les estructures, ja siguin terrestres, marítimes o fins i tot vaixells, els propietaris i operadors són responsables de mantenir les seves instal·lacions d'acord amb la normativa de protecció contra incendis, que li siguin aplicables per l'autoritat competent.

## Investigació d'incendis
La investigació de les causes de l'inici d'un incendi i de la seva propagació són especialment importants quan hi ha hagut víctimes o danys considerables, per tal d'escatir la responsabilitat de qui correspongui. A Catalunya, els responsables de la investigació d'incendis és la Policia Científica dels Mossos d'Esquadra, amb personal format específicament per a aquesta tasca. Els incendis que s'investiguen són aquells en els quals hi pugui haver indicis d'un delicte tipificat al Codi penal; per tant, inicialment, com que no se sap si hi ha indicis de criminalitat o no, s'investiguen la majoria dels incendis. En aquests casos, un cop extingit l'incendi, cal delimitar la zona sinistrada, per tal de no destruir proves, i només hi podran accedir els pèrits taxadors i pèrits investigadors, tant els designats per les companyies asseguradores com per l'Administració pública. Els bombers, com a primers testimonis, i especialistes, redacten un informe on, entre altres dades, indiquen la causa probable de l'incendi, en funció de la seva inspecció visual.